# Rue André Blanc-Lapierre (Gif-sur-Yvette)
La rue André Blanc-Lapierre est une voie du quartier du Moulon, à Gif-sur-Yvette (Essonne), en France.

## Situation et accès
Construite dans le cadre de l'aménagement du quartier du Moulon par l'Établissement public d'aménagement Paris-Saclay (EPAPS) dans les années 2010, la rue André Blanc-Lapierre se situe sur les hauteurs de la commune de Gif-sur-Yvette, au sein du quartier de Moulon.
La rue débouche sur la route départementale 128, où sont situés les principaux centres de recherche et développement du plateau de Saclay tels que ceux de Servier ou Danone.
En septembre 2019, le groupe scolaire de Moulon a ouvert au numéro 10 de la rue. 

## Origine du nom
La voie est nommée en hommage au physicien André Blanc-Lapierre, directeur de l'École supérieure d'électricité de 1969 à 1978 et professeur à l'université Paris-Sud d'Orsay, devenue Université Paris-Saclay le 1er janvier 2020. Il fut aussi président de l'Académie des sciences de 1985 à 1986.